# Protolaeospira triflabellis
Protolaeospira triflabellis är en ringmaskart som beskrevs av Knight-Jones 1973. Protolaeospira triflabellis ingår i släktet Protolaeospira och familjen Serpulidae. Inga underarter finns listade i Catalogue of Life.